# Vilmos Pröhle
Vilmos Pröhle, född 29 oktober 1871 i Kőszegszerdahely, komitatet Vas, död 2 oktober 1946 i Berchtesgaden, var en ungersk orientalist. 
Pröhle, som 1923 blev professor i orientaliska språk vid Pázmány-universitetet i Budapest, var en av dåtidens främsta ungerska språkvetare. Han publicerade studier över basjkiriska, tatariska, japanska och turkiska språken. Han företog studieresor till Kaukasus och Osmanska riket 1908 och 1913 samt besökte Sverige i mars 1919 tillsammans med biskopen Sándor Raffay som ombud för lutherska kyrkor i Ungern. På grund av sitt intresse för svensk litteratur och kultur utsågs han 1922 till ordförande i Ungersk-svenska sällskapet i Budapest. Pröhles viktigaste arbeten är basjkiriska språkstudier i Keleti szemle (Orientalische Rundschau) 1905, Karatschaische Studien (1909), Balaarische Studien (1914), Studien zur Vergleichung der japanischen Sprache mit den finnisch-ugrischen und ural-altaiischen (1917) och reseskildringarna Napkelet (Soluppgång, 1922).